# بانغنيرتونغ
بانغنيرتونغ هي بلدة تقع في منطقة قيكيقتالوك في ولاية نونافوت،كندا.